# Hilara quadrivittata
Hilara quadrivittata är en tvåvingeart som beskrevs av Johann Wilhelm Meigen 1822. Hilara quadrivittata ingår i släktet Hilara, och familjen dansflugor. Arten har ej påträffats i Sverige.